# 鯨

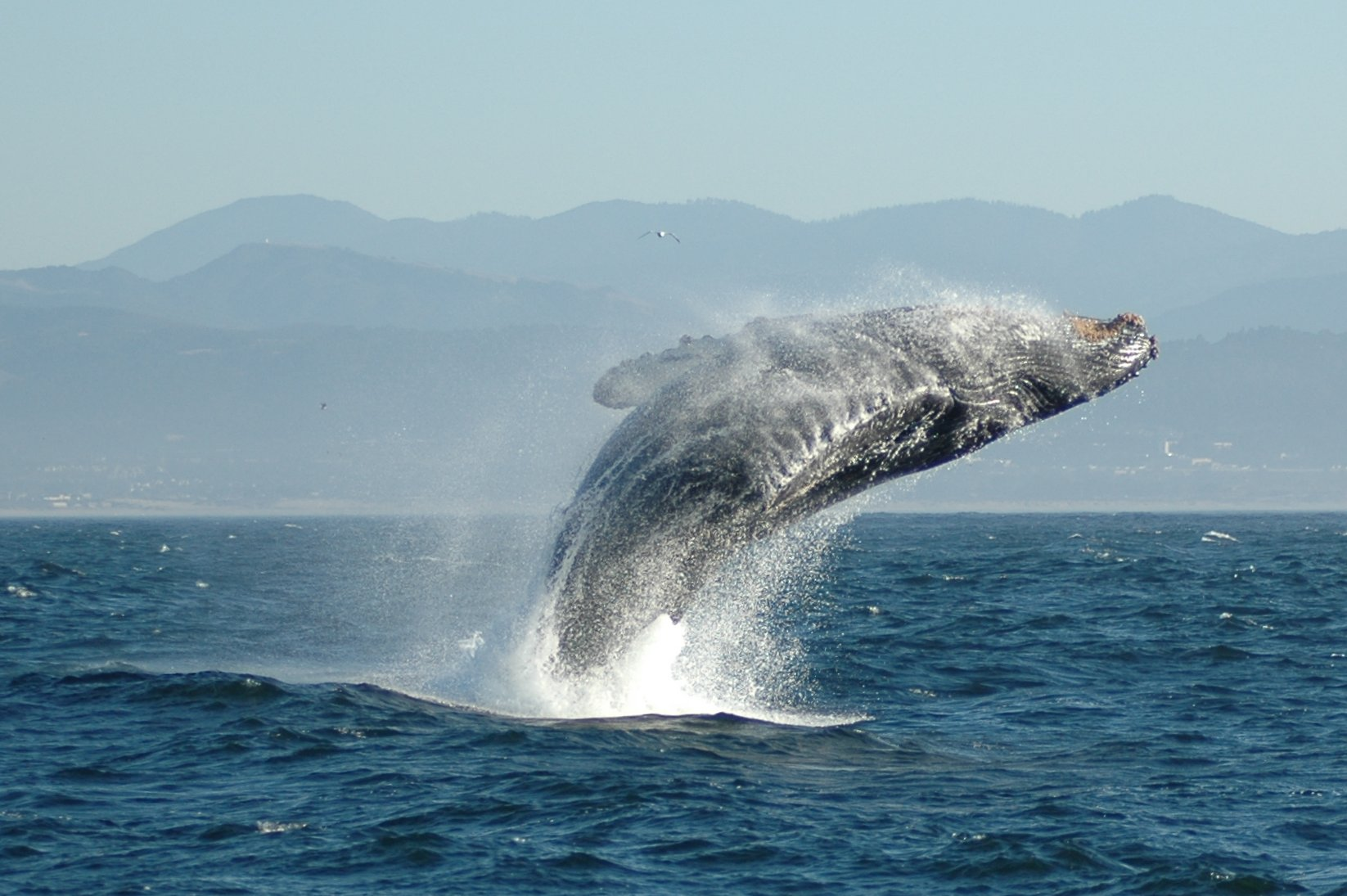
大翅鲸跃身击浪

鲸，又稱為鯨魚，是海洋哺乳动物鲸下目中部分生物的通称。鲸下目又分為须鲸小目（Mystacoceti）和齿鲸小目（Odontoceti）。是用肺呼吸。在日常語言中，常將鲸和海豚（以及淡水豚）分开，但在動物學中它們同屬於一個系群。海豚科屬於齒鯨小目，該小目中有抹香鯨及虎鲸等；而以鯨鬚替代牙齒，利用鲸鬚過濾水中浮游生物進食的鬚鯨小目，有座頭鯨及現存地球上最大的動物藍鯨等。雖然鯨常常被稱為「鯨魚」，並且「鯨」是魚部的漢字，但鯨並不屬於魚類，而是哺乳類動物的一種。
鲸的尺寸可以由只有1.2米長的毛伊海豚，到長34米重達190噸的藍鲸，後者也是地球上最大的生物。一些種類表現出性别差異，雌性體型比雄性體型更大。鲸拥有流線型的身體和鳍狀的一對前肢。他們頭頂的氣孔用來呼吸。雖然不像海豹一样敏捷，鲸鱼也能以20节的速度巡游。鬚鲸用喉咙上的皺褶來擴展它們的嘴，以便吞嚥大口的海水。露脊鲸摄取的海水占牠百分之四十的體重。齒鲸則有尖锥状的牙齒，用於捕捉烏賊和魚類。鬚鲸在海洋中拥有發達的“嗅覺”，而齒鲸擁有敏锐的听觉。鲸的嗅覺之發達，可以同时活躍於水上和水下的環境，以至於有的鲸甚至在盲了以後仍能生存。
數世紀以來，鯨經常被作為桌上佳餚或是工業產品的原料。然而，到了20世紀中葉，鯨的數量已經因為捕鯨工業的盛行而銳減，成為了瀕臨絕種的生物。故大多數國家都已經在八零年代簽下全球禁捕令，停止捕鯨工業的持續發展。但日本于2019年7月重新开启商业捕鲸活动
。

## 演化

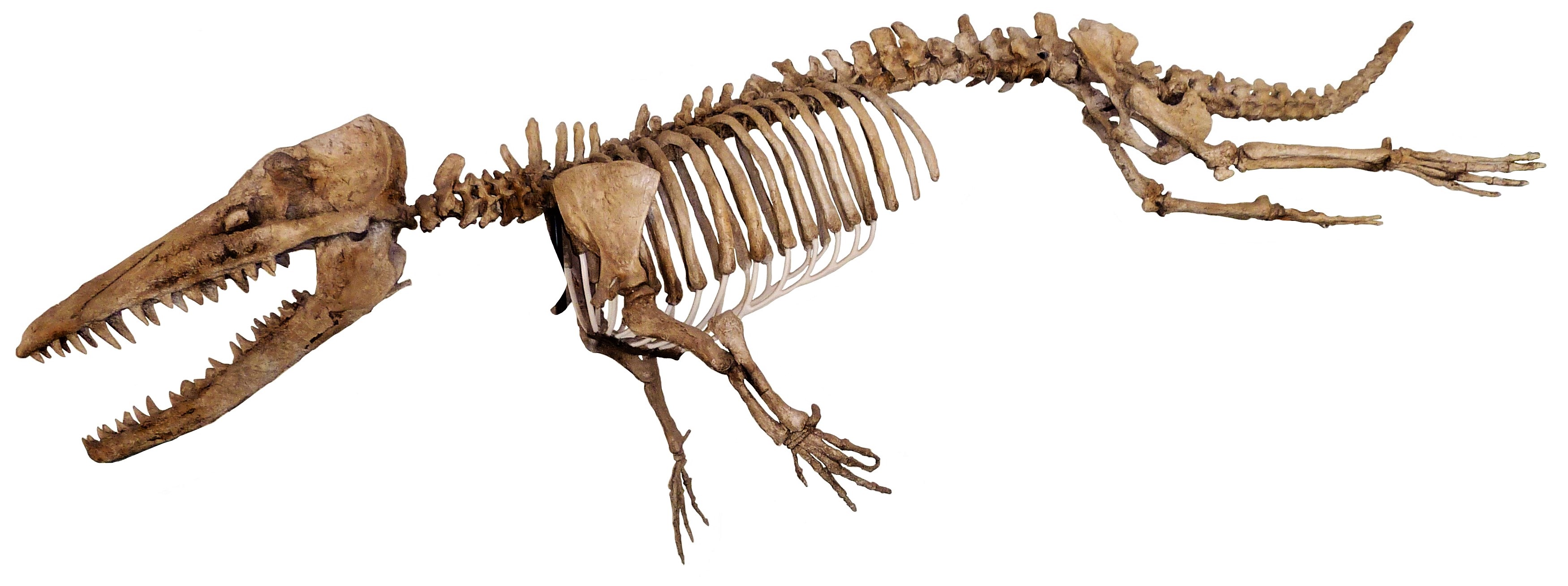
鯨魚陸上祖先之一的走鯨及其骨骼化石

所有的鯨下目生物都是陸生動物中偶蹄目的後裔，而鯨下目與偶蹄目在生物分類上又屬於鯨與河馬所屬的鯨偶蹄目。鲸也是从陆生哺乳动物经过水生的适应过程而回到海洋的，此过程大约发生在距今5200万－8300万年的始新世。
鲸，海豚和江豚，同屬偶蹄目，和它們兩趾的有蹄动物血缘最近的近親是河馬，大约在4000萬年前分化，古生物學家相信首先由巴基鯨進化成走鯨等水陸兩棲生活的古鯨類，再進化成龍王鯨等完全在水中生活的鯨類。
在3400万年前就分化成齒鲸和鬚鲸兩个小目。

## 分類

### 须鲸
须鲸口内无齿，上颌长有帘幕般的角质鲸须，滤食磷虾、头足类等。体积庞大，体长至少 6 米。须鲸有两个鼻孔，换气时可以喷出两股水柱。
须鲸种类较少，现存约 15 种，分为 4 科：露脊鲸科、新须鲸科（或 小露脊鲸科）、须鲸科、灰鲸科，其中蓝鲸体积庞大；露脊鲸行动缓慢、头大体胖；座头鲸体短臂长，常在近岸活动；小须鲸体小吻尖。

### 齿鲸
齿鲸口内无须，但有牙齿，多呈圆锥状，主要以乌贼、鱼类为食。鼻孔只有一个。体型差异较大，从 1 米长的侏海豚到 18 米长的抹香鲸不等，通常雄性大于雌性。
齿鲸种类较多，现存约 75 种，分为 9 科：抹香鲸科、小抹香鲸科（侏儒抹香鲸科）、喙鲸科（剑吻鲸科）、恒河豚科（淡水豚科）、亚河豚科、拉河豚科、海豚科、鼠海豚科、一角鲸科，另有 1 个单型的白鱀豚科，被认为已于 21 世纪初灭绝。

## 解剖
鲸魚用肺呼吸，每隔4个小时就会游到海面上呼吸，是温血动物，体温大约为37℃，心跳每分钟只有10次。其幼崽由哺乳喂养，还有少许毛发。一些種類可以潜到極深的深度，它们往往擁有厚重的脂肪層，或叫作鲸脂，能在冰冷的水中保持温暖。
鲸的体形是梭状的。它的前肢形成鳍，后肢完全退化，尾巴变成尾鳍，可以上下摆动，是游泳的主要器官。有些种类还有背鳍，用来平衡身体。肋骨有10～20对，胃分四个室，肾脏多为瘤状。
特别值得瞩目的是蓝鲸。它是世界上现存的最大动物，体长可达30米，重达180吨。
鲸鱼寿命一般为 40-90 年，因物种而异。

### 头部
鲸的眼睛很小，没有泪腺，视力较差。耳朵在水下环境有其特殊的适应性，没有外耳壳，外耳道也很细，但听觉灵敏，能感受超声波，靠回声定位来寻找食物、联系同伴或逃避敌害。鼻孔有一或两个，在头的上部，俗称喷气孔。一般鼻孔位置越靠后，进化程度越高。

## 繁殖及哺乳
雄鲸睾丸位于腹腔内，利用输精管将精子排入雌性体内。完成受精过程后，精子和卵子在母鲸体内结合。雌鲸子宫为双角形，有一对乳房，位于生殖裂两侧的乳沟内，有细长的乳头。
母鲸通常生一只幼鲸。养育期较长，某些种类多于一年。在此期间，母子之间会建立非常强的关系。一些鲸的成熟期很晚，大约要七到十年。鲸的生殖器官在游泳时避免阻力而缩回体内。母鲸在海水中通过喷射乳汁入幼崽口内来喂养幼鯨，而幼鯨會自動將海水及奶水分離。

## 捕鲸
捕鲸是年代很久的行業。《新唐書》卷三六《五行志三》：“開成二年三月壬申，有大魚長六丈，自海入淮，至濠州招義，民殺之。”又《新唐書》卷二一九《北狄列傳·黑水靺鞨》記載：“拂涅，亦稱大拂涅，開元、天寶間八來，獻鯨睛……”。鲸肉可食，脂肪可制油，用于医药和其他工业。鲸鱼的种类比较多，其中有不少种类的鲸鱼濒临灭绝。
在古典時代晚期有一頭名叫「波菲利烏斯」的大型鯨魚，在公元6世紀時曾在東羅馬帝國首都君士坦丁堡附近海域騷擾並擊沉船隻（漁船、商船和軍艦）導致人員傷亡。由於對海運航线影響很大，這也驚動了帝國皇帝查士丁尼一世（527年－565年在位），因此他非常想捕获波菲利烏斯，尽管他无法想出办法做到。歷史學家認為這是一頭是一頭體型異常巨大的虎鯨
或者抹香鯨。最終波菲利烏斯在薩卡里亞河河口附近擱淺了，然後遭到當地居民的襲擊被砍成碎片並當場食用。
目前捕鲸的国家有挪威、冰岛和日本，以及法羅群島、西伯利亚、美国（阿拉斯加）和北加拿大的一些土著部落。关于捕鲸问题，反对的一方主要是一些环保组织如绿色和平、世界自然基金会等。但是，近年来澳大利亚、巴西等国政府也介入反对捕鲸。

## 文化
人類很早就對鯨魚有深刻的描寫。崔豹《古今注》：“鯨，海魚也，大者長千里，小者數十丈。”“其雌曰鯢，大者亦長千里。”並有大量的文章，如《莊子》曰：“吞舟之魚失水，則螻蟻而能制之。”吞舟之鱼就是大魚，也就是鯨魚。張衡《西京賦》有所謂“鯨魚失流而蹉跎”。任昉《述異記》：“南海有珠，即鯨魚目瞳，夜可以鑒，謂之夜光。”
《淮南子》還有“鯨魚死而彗星出”之說。《論衡·亂龍》亦言：“夫東風至酒湛溢，鯨魚死彗星出，天道自然，非人事也。”《太平御覽》卷七及卷九三八引《春秋考異郵》都說到“鯨魚死而彗星出”，卷八七五引《春秋考異郵》作“鯨魚死彗星合”。
《太平御覽》卷八七〇引《三秦記》稱“始皇墓中燃鯨魚膏為燈。”
在西方，最早的一個故事乃是《聖經》裡關於約拿的記載：水手們把約拿拋入大海，以便平息眼看就要把船毀掉的狂風惡浪。約拿被一頭鯨魚吞下，三天後，又被牠吐在陸地上。不過經文並沒有明確說是鯨魚，只說是一條大魚。《聖經》裡所說的另一種動物利維坦，也很有可能是鯨魚。至中世紀，鯨魚的記載見諸於斯堪地那維亞和冰島的文獻。其中最重要的一部，當屬13世紀中葉的《王室寶鑑》，這本書描寫了生活在冰島四周海域的各種鯨魚。

## 延伸阅读
[在维基数据编辑]
 《欽定古今圖書集成·博物彙編·禽蟲典·鯨魚部》，出自陈梦雷《古今圖書集成》